# Maksymilian Czarnecki
Maksymilian Czarnecki (ur. 18 lutego 1896 w Kicinie w pow. Ciechanów, zm. 25 kwietnia 1974 w Warszawie) – polski polityk, poseł, członek PSL „Wyzwolenie”, Stronnictwa Ludowego i Zjednoczonego Stronnictwa Ludowego, więzień obozów koncentracyjnych w Sachsenhausen i Dachau.

## Życiorys
Pochodził z rodziny chłopskiej. Ukończył szkołę rolniczą w Sokołówku, a w 1925 Studium Spółdzielcze przy Uniwersytecie Jagiellońskim. Był instruktorem kółek rolniczych w powiatach ciechanowskim i radomskim. Od 1924 sprawował funkcję kierownika Spółdzielni Rolniczo-Handlowej w Radomsku. Był także członkiem sejmiku powiatowego oraz rady wojewódzkiej.
W 1919 wstąpił do PSL „Wyzwolenie”. Był działaczem Centralnego Związku Młodzieży Wiejskiej. W 1928 był jednym z organizatorów Związku Młodzieży Wiejskiej. Wybrany do Sejmu II kadencji (1928–1930) z listy PSL „Wyzwolenie” z okręgu nr 17. W 1931 znalazł się w Stronnictwie Ludowym. Do 1935 zasiadał także w składzie Rady Naczelnej tej partii.
Pod okupacją niemiecką prowadził działalność konspiracyjną. 15 maja 1940 został za to aresztowany i wywieziony najpierw do obozu koncentracyjnego w Sachsenhausen, a potem do Dachau.
Powrócił do kraju w 1945 i został zatrudniony w ruchu spółdzielczym w powiecie radomskim. Zmarł w 1974 w Warszawie.